# 4750 Mukai
4750 Mukai је астероид главног астероидног појаса чија средња удаљеност од Сунца износи 2,183 астрономских јединица (АЈ).
Апсолутна магнитуда астероида је 13,6.